# Louis d'or
Louis d'or (fransk "Ludvig af guld") var en fransk møntenhed i guld som blev introduceret under Ludvig XIII i 1640 med den spanske pistol (dobbelt-escudo eller dublon) som forbillede.
Denne møntenhed var i anvendelse frem til 1803, da den blev erstattet af Napoléon, en ny guldmønt med værdien tyve franc, navngivet efter førstekonsulen Napoleon Bonaparte.
Efter at kongedømmet blev genindsat i 1815 prægedes nye guldmønter med kong Ludvig XVIII's kontrafej. Disse mønter havde dog værdien tyve franc, og regnes derfor som fortsættelse af Napoléonen, snarere end som louis d'orer.
Louis d'oren blev efterlignet i både Tyskland og Danmark. I Danmark kom der således både christian d'or og frederik d'or, begge primært til brug i udlandet.

## Udformning
Mønten havde randing til beskyttelse mod beklipning, på reversen oprindeligt et kors sammensat af 4 eller 8 liljer, men under Ludvig XV ovalt og fra Ludvig XVI’s tid et kantet skjold; indskrift til 1792: Christus regnat vincit imperat eller afkortet, forbigående 1684—93 Sit nomen Domini benedictum, til sidst Règne de la loi.

## Værdi
En Louis d'or svarede i 1640 til 10 livres og blev præget frem til 1794, hvor den modsvarede 24 livres. Finvægten var frem til 1709 6,02 gram guld, derefter frem til 1785 oftest 7,28 gram, derefter 6,80 gram. Også halv- og kvartlouis d'orer blev præget.